# Felice Gimondi

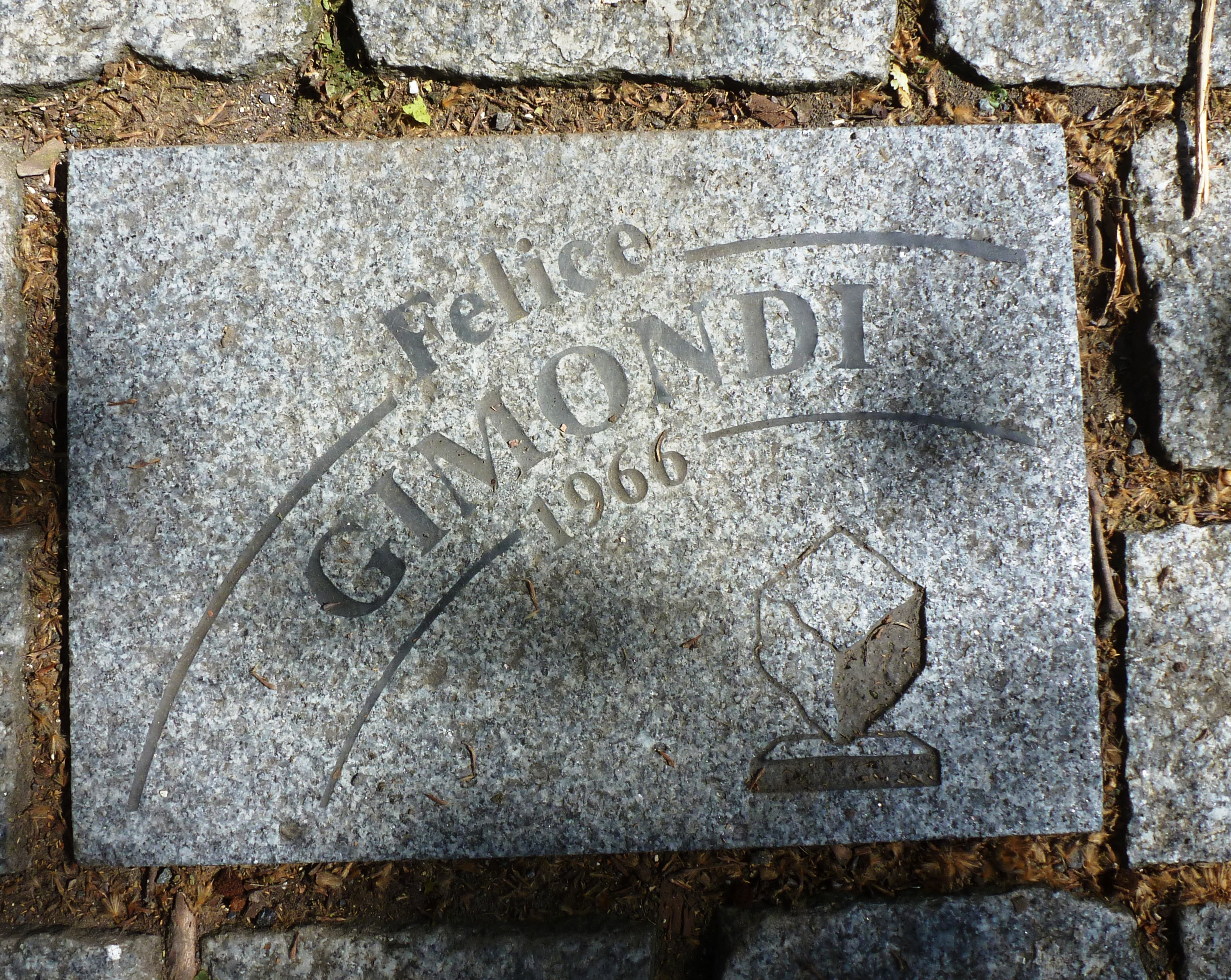
Gatsten på Allée Charles Crupelandt i Roubaix som visar på Felice Gimondis seger i Paris–Roubaix 1966.

Felice Gimondi, född 29 september 1942 i Sedrina nära Bergamo i Lombardiet, död 16 augusti 2019 i Giardini-Naxos på Sicilien, var en italiensk tävlingscyklist.
Felice Gimondi är en av sju cyklister, och den första italienare, som lyckats vinna alla de tre stora etapploppen – Tour de France, Giro d'Italia och Vuelta a España. Dessutom vann han världsmästerskapens linjelopp och endagsklassikerna Milano–San Remo, Paris–Roubaix, Paris–Bryssel och Lombardiet runt. Vincenzo Nibali är den andra italienaren som vunnit alla de tre stora etapploppen.

## Meriter

### Landsväg
1963
Vinnare av Giro del Friuli
1964
Vinnare  totalt av Tour de l'Avenir
Vinnare av etapp 1
1965
Vinnare  totalt av Tour de France
Vinnare av etapperna 3, 18 (ITT) och 22 (ITT)
2:a i La Flèche Wallonne
3:a totalt i Giro d'Italia
3:a i Tre Valli Varesine
4:a totalt i Tour de Romandie
5:a i Super Prestige Pernod
1966
Vinnare av Paris–Roubaix
Vinnare av Giro di Lombardia
Vinnare av Paris–Bryssel
Vinnare av Coppa Agostoni
Vinnare av Coppa Placci
Vinnare av Corsa Coppi
Vinnare av GP Valsassina
2:a i Super Prestige Pernod
2:a i Trofeo Matteotti
2:a i Critérium des As
2:a i Grand Prix des Nations
2:a i Gran Premio di Lugano
2:a i Boucles de l'Aulne
3:a i Giro di Toscana
5:a totalt i Giro d'Italia
Vinnare av etapp 20
8:a i Tre Valli Varesine
9:a totalt i Tour of Belgium
10:a totalt i Tour de Romandie
Vinnare av etapp 3b (ITT)
10:a i Flandern runt
10:a i La Flèche Wallonne
1967
Vinnare  totalt av Giro d'Italia
Vinnare av Grand Prix des Nations
Vinnare av Giro del Lazio
Vinnare av Gran Premio di Lugano
Vinnare av GP Forlì
2:a i Giro di Lombardia
2:a i Ronde de Seignelay
3:a i Super Prestige Pernod
3:a totalt i Escalada a Montjuïc
3:a i Critérium des As
3:a i Coppa Bernocchi
4:a i linjelopp vid Italienska mästerskapen
4:a i Flandern runt
4:a i Milano–Sanremo
4:a i À travers Lausanne
7:a totalt i Tour de France
Vinnare av etapperna 10 och 20
10:a i Trofeo Laigueglia
1968
Vinnare  av linjeloppet vid Italienska mästerskapen (Giro della Romagna)
Vinnare  totalt av Vuelta a España
Vinnare av etapp 17 (ITT)
Vinnare av Trofeo Baracchi
Vinnare av Grand Prix des Nations
Vinnare av Critérium des As
Vinnare av Flèche Enghiennoise
2:a i Super Prestige Pernod
2:a i Volta a Catalunya
2:a totalt i À travers Lausanne
2:a i Gran Premio di Lugano
3:a totalt i Giro d'Italia
Vinnare av etapp 16 (ITT)
3:a totalt i Paris–Luxemburg
3:a i Gent–Wevelgem
3:a i Boucles de l'Aulne
4:a i La Flèche Wallonne
6:a i linjelopp vid Världsmästerskapen
7:a i Giro di Lombardia
8:a totalt i Giro di Sardegna
8:a i Trofeo Laigueglia
10:a i Tirreno–Adriatico
1969
Vinnare  totalt av Giro d'Italia
Vinnare av  totalt av Tour de Romandie
Vinnare av Giro dell'Appennino
2:a i Super Prestige Pernod
2:a totalt i Paris–Luxemburg
Vinnare av etapp 1
2:a totalt i Escalada a Montjuïc
Vinnare av etapp 1a
2:a i Flandern runt
3:a i Giro dell'Emilia
4:a totalt i Tour de France
Vinnare av etapp 12
4:a i Paris–Roubaix
4th Barcelona-Andorra
7:a i Liège–Bastogne–Liège
8th Trofeo Dicen
1970
Vinnare  totalt av (TTT) Cronostaffetta
Vinnare av Trofeo Matteotti
2:a totalt i Giro d'Italia
2:a i Giro di Lombardia
2:a i linjelopp vid Italienska mästerskapen
2:a i Giro del Veneto
2:a i Genua–Nice
3:a totalt i Tirreno–Adriatico
Vinnare av etapp 5b (ITT)
3:a totalt i Giro di Sardegna
3:a  i linjelopp vid Världsmästerskapen
3:a i Tre Valli Varesine
5:a i Super Prestige Pernod
5:a totalt i À travers Lausanne
8:a totalt i Tour de Suisse
Vinnare av etapp 6
9:a i Giro dell'Emilia
9:a i Coppa Placci
1971
Vinnare av Giro del Piemonte
Vinnare av Grand Prix de Wallonie
Vinnare av prologen i Tour de Romandie
Vinnare av etapp 2b (ITT) i Cronostaffetta
2:a  i linjelopp vid Världsmästerskapen
2:a i linjelopp vid Italienska mästerskapen
2:a i Milano–Sanremo
2:a i Gran Premio Città di Camaiore
2:a i GP Industria & Artigianato di Larciano
4:a i Coppa Placci
4:a i Coppa Bernocchi
5:a totalt i Volta a Catalunya
6:a i Super Prestige Pernod
7:a totalt i Giro d'Italia
Vinnare av etapperna 7 och 18
8:a i Paris–Roubaix
9:a totalt i Giro di Sardegna
9:a i Liège–Bastogne–Liège
9:a i Giro di Lombardia
9:a i Tre Valli Varesine
1972
Vinnare  av linjeloppet vid Italienska mästerskapen
Vinnare  totalt av Volta a Catalunya
Vinnare av etapp 5b (ITT)
Vinnare av Gran Premio di Lugano
2:a totalt i Tour de France
2:a i Gent–Wevelgem
2:a i Giro del Piemonte
2:a i Trofeo Baracchi
3:a i Giro di Lombardia
3:a i Giro dell'Emilia
5:a i Giro della Romagna
6:a totalt i Tirreno–Adriatico
7:a i Super Prestige Pernod
8:a totalt i Giro d'Italia
9:a i Giro di Toscana
10:a i linjelopp vid Världsmästerskapen
1973
Vinnare  av linjeloppet vid Världsmästerskapen
Vinnare  totalt av Giro di Puglia
Vinnare av etapp 1
Vinnare av Giro di Lombardia
Vinnare av Giro del Piemonte
Vinnare av Trofeo Baracchi
Vinnare av Coppa Bernocchi
2:a totalt i Giro d'Italia
Vinnare av etapp 16 (ITT)
2:a totalt i À travers Lausanne
2:a i Critérium des As
3:a i Milano–Sanremo
4:a i Super Prestige Pernod
5:a i Giro della Romagna
6:a totalt i Tour de Romandie
6:a i Grand Prix du canton d'Argovie
7:a i Giro dell'Emilia
10:a i Paris–Bryssel
1974
Vinnare av Milano–Sanremo
Vinnare av Coppa Agostoni
2:a i linjelopp vid Italienska mästerskapen
2:a totalt i À travers Lausanne
Vinnare av etapp 1
3:a totalt i Giro d'Italia
3:a i Trofeo Laigueglia
3:a i Giro dell'Umbria
6:a i Gran Premio di Lugano
6:a i Giro di Campania
7:a i Paris–Bryssel
10:a i Super Prestige Pernod
1975
Vinnare  totalt av Cronostaffetta
Vinnare av etapp 1b (ITT)
2:a i Giro dell'Emilia
3:a totalt i Giro d'Italia
3:a i Coppa Placci
4:a totalt i Setmana Catalana de Ciclisme
5:a totalt i Tirreno–Adriatico
6:a totalt i Tour de France
Vinnare av etapp 10
6:a totalt i À travers Lausanne
7:a totalt i Giro di Puglia
7:a i Milano–Torino
7:a i Gran Premio Città di Camaiore
9:a i Coppa Sabatini
1976
Vinnare  totalt av Giro d'Italia
Vinnare av etapp 21
Vinnare av Paris–Bryssel
5:a i Giro del Lazio
7:a i linjelopp vid Världsmästerskapen
7:a totalt i Tirreno–Adriatico
8:a i Super Prestige Pernod
8:a i Giro dell'Emilia
8:a i Coppa Placci
1977
2:a i Giro del Lazio
4:a totalt i Tour de Romandie
5:a totalt i Escalada a Montjuïc
6:a i Giro di Toscana
10:a totalt i Giro di Puglia
1978
2:a i Châteauroux Classic
10:a i Critérium des As
| Grand Tours     |      |      |      |      |      |      |      |      |      |      |      |      |      |      |         |
| Grand Tour      | 1965 | 1966 | 1967 | 1968 | 1969 | 1970 | 1971 | 1972 | 1973 | 1974 | 1975 | 1976 | 1977 | 1978 | Etapper |
| Giro d'Italia   | 3    | 5    | 1    | 3    | 1    | 2    | 7    | 8    | 2    | 3    | 3    | 1    | 15   | 11   | 6       |
| Tour de France  | 1    | —    | 7    | —    | 4    | —    | —    | 2    | —    | —    | 6    | —    | —    | —    | 7       |
| Vuelta a España | —    | —    | —    | 1    | —    | —    | —    | —    | —    | —    | —    | —    | —    | —    | 1       |

| Monumenten           |      |      |      |      |      |      |      |      |      |      |      |      |      |      |
| Lopp                 | 1965 | 1966 | 1967 | 1968 | 1969 | 1970 | 1971 | 1972 | 1973 | 1974 | 1975 | 1976 | 1977 | 1978 |
| Milano–Sanremo       | 41   | 24   | 4    | 51   | 61   | 45   | 2    | 64   | 3    | 1    | 52   | 61   | 58   | 75   |
| Flandern runt        | —    | 10   | 4    | 51   | 2    | 12   | —    | 17   | —    | —    | —    | 41   | —    | —    |
| Liège–Bastogne–Liège | 24   | 17   | DNF  | —    | 7    | —    | 9    | —    | —    | —    | —    | —    | —    | —    |
| Paris–Roubaix        | 64   | 1    | DNF  | 20   | 4    | —    | 8    | DNF  | DNF  | —    | —    | —    | —    | —    |
| Giro di Lombardia    | —    | 1    | 2    | 7    | 11   | 2    | 9    | 3    | 1    | 11   | —    | 24   | —    | —    |

DNF = Fullföljde ej

### Bana
1972
Vinnare av Milanos sexdagars (med Sigi Renz)
1976
 Italiensk mästare i omnium
1977
 Italiensk mästare i omnium
Vinnare av Milanos sexdagars (med Rik Van Linden)
1978
 Italiensk mästare i omnium

## Stall
- Salvarani 1965–1972
- Bianchi 1973–1979